# مرغ کریچ‌ساز سینه‌زرد
مرغ کریچ‌ساز سینه‌زرد (نام علمی: Chlamydera lauterbachi) نام یک گونه از سرده رداگردن‌ها است.